# Питър Брукс
Питър Брукс (на английски: Peter Brooks) е американски литературовед, почетен професор по сравнително литературознание в Йейлския университет и Андрю Мелън изследовател в департамента по сравнително литературознание и в Центъра за човешки ценности в Принстънския университет.

## Биография
Роден е през 1938 година в САЩ. Получава бакалавърската (1959) и докторската си степен (1965) от Харвардския университет. След това специализира в Университетски колеж Лондон (на английски: University College London, (UCL) със стипендия „Маршал“ и в Сорбоната.
Преподавателската си кариера започва в Йейл през 1965 г. и става професор на пълен щат през 1975. През 1980 г. вече е Честър Трип професор по хуманитаристика. Професор след това в департамента по англицистика и в Училището по право към Университета на Вирджиния, за да се върне накрая отново в Йейл. Гост професор в Оксфорд през 2001 – 2002 г.
През 1997 г. става почетен доктор на Екол нормал (на френски: École normale supérieure, ENS) в Париж.

## Научна дейност
Сред многото му приноси е и създаването на Центъра по хуманитарни науки „Уитни“ в Йейлския университет.
Брукс е интердисциплинен учен, чиято работа най-често е в точката на пресичане на френската и английската литература, правото и психоанализата. Повлиян е от колегата си в Йейл Пол де Ман, на когото посвещава първата си книга – „Четенето на сюжета: Проектиране и намерение в повествованието“, в която се опира на повествователните кодове, въведени от Ролан Барт, като обаче от общо петте поставя акцент върху два – херменевтичния и проеретичния.